# Schubzegge
De schubzegge (Carex lepidocarpa) is een overblijvend kruid dat behoort tot de cypergrassenfamilie (Cyperaceae). De soort staat op de Nederlandse Rode lijst van planten als zeer zeldzaam en stabiel of toegenomen. Deze plant is in Nederlandwettelijk beschermd sinds 1 januari 2017 door de Wet Natuurbescherming. De schubzegge komt van nature voor in Europa en oostelijk Noord-Amerika. In Nederland vroeger alleen in Zuid-Limburg, maar is tegenwoordig ook verspreid over Nederland gevonden. Het aantal chromosomen 2n = 68.
De plant wordt 10-50 cm hoog. De stomp driekantige stengels zijn veel langer dan de 2-3 mm brede, iets gelige bladeren.
De schubzegge bloeit in mei en juni en heeft per bloeistengel meestal twee vrouwelijke, 5-15 mm lange en evenzo brede aren met daarboven een 10-30 mm lange, mannelijke aar. De bloeistengel is 5-10 cm lang. Het schutblad is kort. Het urntje is 3,5-5 mm lang en versmalt vrij plotseling in een sterk omlaag geknikte, tweetandige, 1,5 mm lange snavel. Het urntje is een soort schutblaadje dat geheel om de vrucht zit. De vrouwelijke bloem heeft drie stempels.
De vrucht is een driekantig nootje dat op het water blijft drijven. Het wordt dan ook door het water verspreid.
De plant komt voor in onbemeste, drassige graslanden.